# Mitsuo Kamata
Mitsuo Kamata (n. 16 decembrie 1937, Prefectura Ibaraki, Japonia) este un fost fotbalist japonez.

## Statistici
| Japonia | Japonia | Japonia |
| An      | Meciuri | Goluri  |
| ------- | ------- | ------- |
| 1958    | 2       | 0       |
| 1959    | 10      | 0       |
| 1960    | 0       | 0       |
| 1961    | 7       | 1       |
| 1962    | 7       | 1       |
| 1963    | 4       | 0       |
| 1964    | 2       | 0       |
| 1965    | 3       | 0       |
| 1966    | 0       | 0       |
| 1967    | 2       | 0       |
| 1968    | 3       | 0       |
| 1969    | 4       | 0       |
| Total   | 44      | 2       |